# Hongkong U23 FT
Das Hongkong U23 Football Team, kurz HK U23 (chinesisch 香港U23足球隊) ist eine Fußballmannschaft aus Hongkong. Die Mannschaft, die hauptsächlich aus lokalen U23-Spielern besteht, spielt in der höchsten Liga, der Hong Kong Premier League.
Die Mannschaft untersteht dem Hongkonger Fußballverband HKFA.

## Geschichte
Nach dem Rückzug von Hong Kong Pegasus FC und Happy Valley AA gab der Verband im August 2021 bekannt, dass ein neues HKPL-Team gegründet wird, das hauptsächlich aus lokalen U23-Spielern besteht. Am 2. September 2021 bestätigte die HKFA die Gründung vom Hongkong U23 Football Team. Der Mannschaftsbetrieb wird für mindestens drei Jahre aufrechterhalten und es dürfen keine ausländischen Spieler in der Mannschaft gemeldet werden. In der Zwischenzeit ist die Anzahl der überalterten Spieler für das Team auf fünf beschränkt, wobei nicht mehr als drei während der Spiele auf dem Platz stehen. Die restlichen Spieler müssen den Registrierungsstatus von U23-Lokalspielern erfüllen.

## Stadion

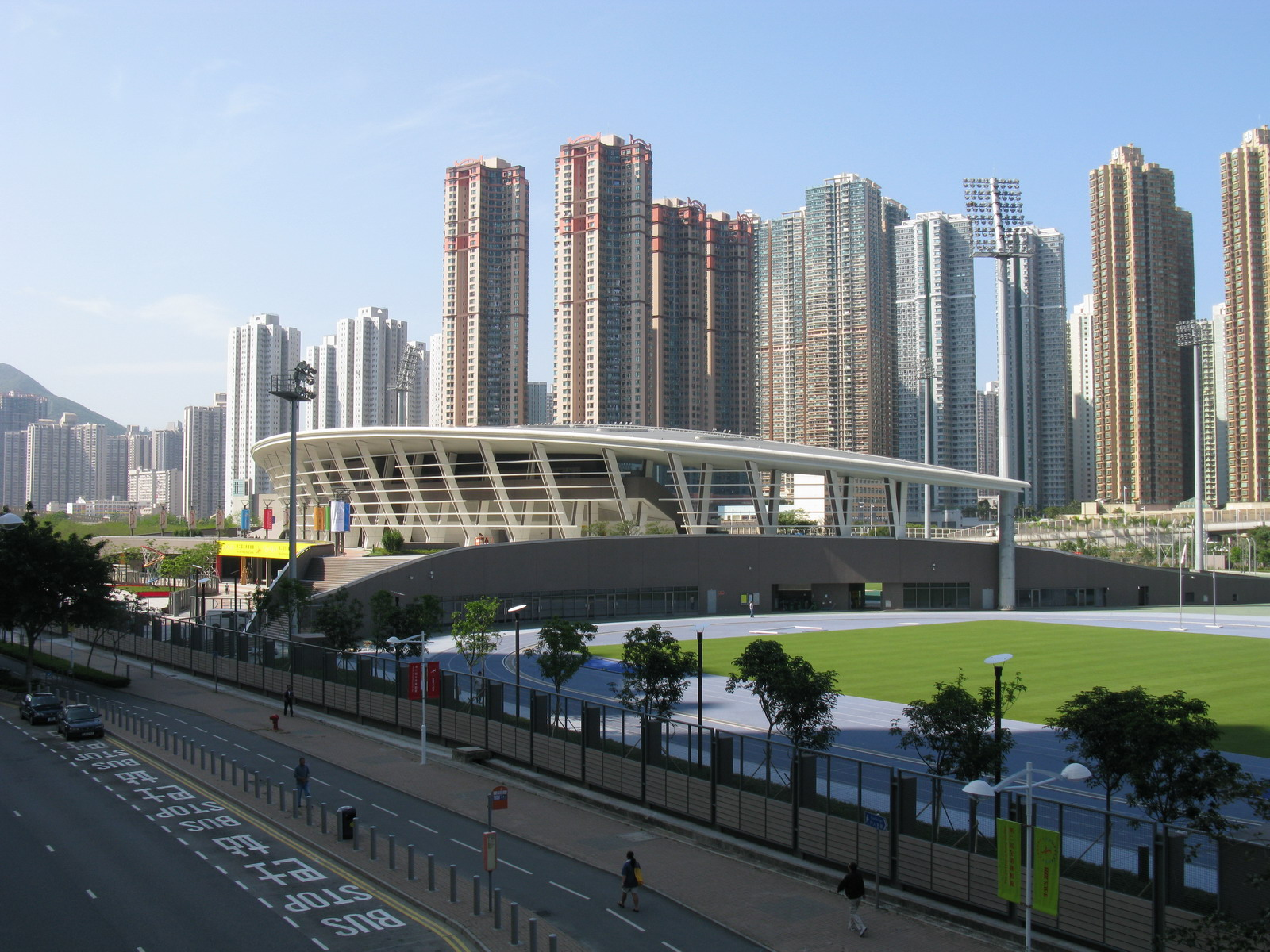
Tseung Kwan O Sports Ground

### Heimstadion
Der Verein hat kein eigenes Stadion und trägt seine Heimspiele saisonal wechselhaft in den verschiedenen lokalen Sportstätten der Stadt aus. Seit 2009 ist die Vergabe der Spielstätte als Heimstadion zur Spielsaison durch das „Heim-Gast-Nutzungsvergabesystem“ der Hongkonger Regionalregierung und dem HKFA geregelt. In der Saison 2022–23 trägt der Verein seine Heimspiele im Tseung Kwan O Sports Ground (將軍澳運動場) aus. Die Anlage wird vom Leisure and Cultural Services Department, kurz LCSD (康文署), betrieben. Eigentümer der Anlage ist die Hong Kong Government. Die Sportstätte befindet sich in Tseung Kwan O New Town. Das Fassungsvermögen des Stadions ist für 3500 Personen ausgelegt. (Stand Oktober 2022)

## Trainerchronik
Stand: Oktober 2022
| Trainer         | Nation   | von                | bis           |
| --------------- | -------- | ------------------ | ------------- |
| Kin-Fung Cheung | Hongkong | 28. September 2021 | 30. Juni 2022 |
| Man-Chun Szeto  | Hongkong | 23. Juli 2022      |               |

## Spieler
Stand: Oktober 2022
| Nr. |          | Position | Name               |
| --- | -------- | -------- | ------------------ |
| 1   | Hongkong | TW       | Pong Cheuk-Hei     |
| 2   | Hongkong | AB       | Cheung Chun Hin a) |
| 3   | Hongkong | MF       | Lee Lok Him        |
| 4   | Hongkong | AB       | Sung Wang Ngai     |
| 5   | Hongkong | AB       | Leung Wai Fung     |
| 6   | Hongkong | AB       | Lee Chun Yin       |
| 7   | Hongkong | MF       | Yuen Sai Kit a)    |
| 8   | Hongkong | MF       | Tang In Chim       |
| 9   | Hongkong | MF       | Ho Ka Chi          |
| 10  | Hongkong | MF       | Law Hiu Chung a)   |
| 11  | Hongkong | MF       | Kwok Tsz Kaai a)   |
| 12  | Hongkong | TW       | Ngan Ngo-Tin Sky   |
| 13  | Hongkong | TW       | Ngan Ngo Tin       |
| 14  | Hongkong | ST       | Lee Joi Fan        |
| 15  | Hongkong | AB       | Wong Ho Yin a)     |

| Nr. |          | Position | Name            |
| --- | -------- | -------- | --------------- |
| 16  | Hongkong | MF       | Lai Pui Kei     |
| 17  | Hongkong | MF       | Leung Wan Gwing |
| 18  | Hongkong | AB       | Yim Kai Cheuk   |
| 19  | Hongkong | MF       | Lam Lok Yin     |
| 20  | Hongkong | ST       | Adriel Chan     |
| 21  | Hongkong | ST       | Lam Chi Fung    |
| 22  | Hongkong | AB       | Chan Yun Tung   |
| 23  | Hongkong | MF       | Ho Lung Ho      |
| 24  | Hongkong | TW       | Kuen Daai Haak  |
| 25  | Hongkong | TW       | Michael Wan     |
| 26  | Hongkong | ST       | Ng Pak Hei      |
| 27  | Hongkong | AB       | Cheung Yau Haak |
| 28  | Hongkong | AB       | Lai Hoi To      |
| 29  | Hongkong | AB       | Tsui Hon Kit    |
| 99  | Hongkong | ST       | Ng Man Hei      |